# Присяжный переводчик (Германия)
Присяжный переводчик (Германия) - это лицо в Германии, которое привлечено судом в качестве устного переводчика во время судопроизводства. Привлечение устного переводчика является обязательным в случае, если одна Сторона по делу или другой участник судебного процесса не владеет языком, на котором ведётся судопроизводство. Предоставление услуг устного переводчика гарантирует иностранцам  или лицам, не владеющим языком судопроизводства, право использовать свой родной язык во время судебного слушания. Присяжный переводчик отличается от письменного переводчика документов.

## Присяга
Всякий устный переводчик, привлеченный судом для оказания услуг по устному переводу, обязан дать присягу. Только в случаях добровольной юрисдикции в даче присяги устным переводчиком сторонами процесса может быть отказано. Устный переводчик должен поклясться (присягнуть) в том, что он будет верно и добросовестно исполнять свои обязанности. Он является единственным участником процесса, вынужденным принести предварительную присягу. Присяга приводится до начала всякого судебного разбирательства. Данное обязательство относится к предварительному расследованию, но не предусматривает приведение присяги в административном органе или в полиции.
Для того, чтобы председательствующему в судебном заседании не требовалось приводить устного переводчика к предварительной присяге перед всяким заседанием, федеральные земли Германии ввели Закон, который позволяет приведение единоразовой присяги устным переводчиком на неограниченное количество дел. Таким образом, официально назначенному и присягнувшему устному переводчику для приступления к своим обязанностям достаточно только сослаться суду или предварительному расследованию на провозглашенную им присягу. Кроме того, авторизация в рамках такого рода административных процедур делает возможной предварительную проверку профпригодности устного переводчика. Услугами таких Устных переводчиков, которые привели общую присягу, в особенности, были зарегистрированы в реестре органов судебной власти в качестве судебного переводчика, могут воспользоваться суды и административные учреждения. Авторизованный таким образом устный переводчик обладает фиксированной приставкой к имени в зависимости от Права определённой Земли (например, «авторизованный и приведенный к присяге устный переводчик»).

## Выбор присяжного переводчика
Как правило, суды в Германии пользуются услугами устных переводчиков-фрилансеров или услугами переводческого бюро. В отдельных случаях, могут приглашаться к работе собственные служащие, например, должностное лицо среднего звена в канцелярии. Судья решает, кого пригласить на роль устного переводчика.  Привлечение устного переводчика через орган власти может быть регламентировано через  административное предписание о том, что официально назначенному и приведённому присягу устному переводчику  следует быть особенно внимательным.  Условия и правила санкционирования устного переводчика  через суд находятся в Законе о государственных закупках.
В случае, если все стороны в процессе владеют единым иностранным языком, то процесс по делу может осуществляться без участия устного переводчика. Только в случаях добровольной юрисдикции, чьи процессы являются закрытыми, в услугах устного переводчика может быть отказано, если хотя-бы судья (в данном случае служащий суда, не имеющий прав судьи) владеет данным иностранным языком(§ 9 Закона ФРГ о добровольной юрисдикции).

## Требования к судебному переводчику
В соответствии с Процессуальным кодексом Германии (§ 185 ПК) устным переводчиком является лицо, которое переводит все заявления, сделанные во время судопроизводства, на язык процесса и обратно (Антоним: официальный письменный переводчик юридических документов). Присяжный переводчик переводит не только устные высказывания, произнесенные во время слушания дела, но и документы, подготовленные стороной во время производства (например, исковое заявление) или другие процессуальные заявления. Во время уголовного судопроизводства при заключительных прениях сторон достаточно, если подсудимому переводится речь прокурора и защитника (§ 259 УПК Германии); однако все остальные заявления во время процесса должны быть переведены.
В случае, если устные заявления и высказывания подлежат переводу, обычно записи ведутся только на немецком языке (характерно для судебного процесса в Германии).  Поэтому ответственность за все ошибки в процессе перевода несёт присяжный переводчик. Исключения составляют случаи, когда судья, принимая во внимание важность определенного судебного дела, сочтет необходимым записывать в протокол или в приложение к нему заявления и высказывания на иностранном языке.

## Расходы
Вознаграждение судебного переводчика осуществляется в соответствии с Законом Германии о вознаграждении органов правосудия и возмещении ущерба, связанного с судопроизводством.
В уголовном судопроизводстве, как правило, оплата стоимости услуг устного переводчика осуществляется за счет государственной казны, в особенности в случаях, когда подсудимому был вынесен обвинительный приговор. Требование оплаты стоимости услуг  подсудимым противоречит запрету дискриминации по мотивам языка (ст.3 ч.2 Конституции ФРГ) и ст.6 ч.3 Европейской конвенции по правам человека. Издержки взимаются с подсудимого только в том случае, когда они налагаются вследствие неявки по неуважительной причине или другим образом.  Предъявление требований по оплате стоимости услуг устного переводчика во время перевода вне судебного производства является спорным; например, в таких случаях, как, предварительные подготовительные беседы обвиняемого с защитником, слежка за подозреваемым по телефону или в жилом помещении во время предварительного расследования или письмо заключенного на иностранном языке.
В гражданском процессе вознаграждение устного переводчика, подлежащее выплате в качестве судебных издержек, определяется отделом, ответственным за исчисление стоимости издержек связанных с рассмотрением дела или. Судебные издержки выплачивает по регламенту проигравшая сторона.  В случае, если услуги переводчика во время судопроизводства являются обязательными, сторона, не владеющая языком судопроизводства не должна оплачивать задаток, так как Устный переводчик участвует в судебном заседании по приглашению суда, а не по инициативе заинтересованной стороны.